# Guibeville
Guibeville – miejscowość i gmina we Francji, w regionie Île-de-France, w departamencie Essonne.
Według danych na rok 1990 gminę zamieszkiwało 217 osób, a gęstość zaludnienia wynosiła 83 osób/km² (wśród 1287 gmin regionu Île-de-France Guibeville plasuje się na 982. miejscu pod względem liczby ludności, natomiast pod względem powierzchni na miejscu 837.).